# Louis Guillaume
Louis Guillaume, född 1833 i kantonen Neuchâtel, död 1924, var en schweizisk läkare, statistiker och fångvårdsman.
Guillaume praktiserade som läkare, men deltog samtidigt med kraft i arbetet för folkupplysning och allmän hygien. År 1868 utsågs han att organisera och leda sin kantons invid staden Neuchâtel nyuppförda straffanstalt, och han kvarstod som dess direktor till 1888, då han kallades till chef för Schweiziska edsförbundets statistiska byrå i Bern, vilken befattning han lämnade 1914.
Åren 1878-1910 var Guillaume generalsekreterare vid fångvårdskongresserna och sekreterare i Internationella penitentiära kommissionen och utövade därunder betydande inflytande på utvecklingen inom som kriminal- och barnavårdslagstiftningen samt fångvårdsväsendet under denna period. Som statistiker inriktade han sig, särskilt i hygieniska frågor, på praktiska uppgifter till uppdagande av förefintliga brister och deras botemedel.